# Тушкани
45°34′ пн. ш. 15°33′ сх. д. / 45.56° пн. ш. 15.55° сх. д.
Тушкани (хорв. Tuškani) — населений пункт у Хорватії, в Карловацькій жупанії у складі міста Карловаць.

## Населення
Населення за даними перепису 2011 року становило 216 осіб.
Динаміка чисельності населення поселення: